# Gunnera
Gunnera (Gunnera) er en planteslægt, der er udbredt med ca. 50 arter på alle sider af Stillehavet fra Hawaii til Patagonien og fra Tasmanien til Brasilien. Nogle arter findes også i Afrika. Det er stauder med grove, grundstillede blade. Alle arter i slægten lever i dobbelt symbiose, hvor blågrønalgen Anabaena azollae samarbejder med den vandlevende, geléagtige koloni Nostoc muscorum (som i virkeligheden er endnu en blågrønalge), der så samarbejder med Gunnera. Her omtales kun de arter, der dyrkes i Danmark.
| Arter |

- Farvegunnera (Gunnera tinctoria)  – synonym: Gunnera chilensis
- Ildlandgunnera (Gunnera magellanica)
- Mammutgunnera (Gunnera manicata) – synonym: Gunnera brasiliensis